# Michel Bœuf
| Entdeckte Asteroiden: 12 | Entdeckte Asteroiden: 12 |
| ------------------------ | ------------------------ |
| (18617) Puntel           | 24. Februar 1998         |
| (19458) Legault          | 21. April 1998           |
| (25014) Christinepalau   | 18. August 1998          |
| (25335) 1999 NT          | 9. Juli 1999             |
| (29533) 1998 BW1         | 19. Januar 1998          |
| (29565) Glenngould       | 17. März 1998            |
| (35571) 1998 HV6         | 21. April 1998           |
| (41213) Mimoun           | 2. Dezember 1999         |

Michel Bœuf ist ein französischer Amateurastronom und Entdecker verschiedener Asteroiden.
Er entdeckte an der Sternwarte von Les Tardieux zwischen 1998 und 2000 insgesamt 12 Asteroiden.